# 古典考古学
古典考古学（こてんこうこがく）とは、古典時代の遺跡・遺物を研究する考古学をいう。

## 古典考古学の範囲
- ヨーロッパ：欧米においてギリシアやローマの古典時代の遺跡・遺物を研究する考古学。ギリシャの植民都市、ローマの属州の遺跡も含む。
- 中国：古代中国の王陵、墳墓、都城等の調査。
- 日本：平城京や藤原京をはじめとする都城の調査、山田寺や飛鳥寺の寺院跡の調査などがある。

## 古典考古学の課題
古典時代は、文献史学と考古学との協力で歴史像を構築する比率が最も高い時期である。今後は、両者を統合する方法が生まれることが期待されている。